# Шаров, Николай Давыдович
Никола́й Давы́дович Шаро́в (Ша́вер) (1897—1939) — начальник управления НКВД по Сталинградской области, старший майор государственной безопасности (1935). Входил в состав особой тройки НКВД СССР.

## Биография
Родился в еврейской семье сапожника. Окончил 3 класса городского училища Петербурга. Ученик арматурщика кустового моста в Петербурге с 1910 до 1912, мальчик в слесарной мастерской в Петербурге с 1911 до 1914; ученик, подмастерье в арматурно-слесарной мастерской в Петрограде с 1914 до 1916. Призван в армию в 1916, освобождён от службы по здоровью. Рабочий на постройке железной дороги Рыбинск — Мга с января 1917. Член РСДРП(б) с мая 1917.
В 1917—1920 в Красной гвардии Петрограда, в Выборгском райкоме РСДРП(б), заместитель заведующего Тюменским губотделом народного образования, заместитель коменданта Тюменского укрепрайона, член коллегии комиссаров революционной охраны 1-го Городского района, комендант Московского подрайона революционной охраны Петрограда, в РККА, председатель Ялтинской уездной ЧК, начальник Одесского губернского уголовного розыска, на подпольной работе в Елизаветграде. В 1920—1923 старший уполномоченный Одесской губернской ЧК, начальник Секретно-оперативной части, заместитель председателя Николаевской губернской ЧК, в резерве Всеукраинской ЧК при СНК Украинской ССР, начальник Секретно-оперативной части Волынской губернской ЧК, Екатеринославского губернского отдела ГПУ, заместитель председателя Волынской губернской ЧК, начальника Екатеринославского губотдела ГПУ, начальник VI отделения Экономического управления ОГПУ при СНК СССР. В 1923—1924 начальник 1-го специального отделения Полномочного представительства ОГПУ по Петроградскому — Ленинградскому военному округу (ВО). В 1924—1926 помощник, заместитель начальника Контрразведывательного отдела Полномочного представительства ОГПУ по Ленинградскому ВО, исполняющий обязанности начальника Контрразведывательного отдела Полномочного представительства ОГПУ по Ленинградскому ВО, исполняющий обязанности начальника Частей пограничной охраны Полномочного представительства ОГПУ по Ленинградскому ВО. В 1926—1930 помощник начальника Особого отдела, заместитель начальника Контрразведывательного отдела, исполняющий обязанности помощника начальника Особого отдела Полномочного представительства ОГПУ по Ленинградскому ВО. В 1930—1932 начальник Управления пограничной охраны и войск ОГПУ Полномочного представительства ОГПУ по Ленинградскому ВО, начальник Контрразведывательного отдела Полномочного представительства ОГПУ по Ленинградскому ВО, заместитель начальника Особого отдела, Секретно-оперативного управления Полномочного представительства ОГПУ по Ленинградскому ВО. В 1932—1934 заместитель полномочного представителя ОГПУ при СНК СССР по Белорусской ССР. В 1934—1935 заместитель наркома внутренних дел Белорусской ССР.
С апреля 1935 по январь 1938 начальник Управления НКВД по Киевской области. В 1936 году — председатель киевского городского совета спортивного общества «Динамо». Этот период отмечен вхождением в состав особой тройки, созданной по приказу НКВД СССР от 30.07.1937 № 00447 и активным участием в сталинских репрессиях.
С 10 января 1938 начальник Управления НКВД по Сталинградской области.
26 июня 1938 года избран депутатом Верховного Совета РСФСР 1-го созыва.

## Завершающий этап
Арестован 27 сентября 1938. Лишен орденов по указу Президиума Верховного Совета СССР 11 ноября 1939. Расстрелян по приговору ВКВС СССР 22 февраля 1939. Не реабилитирован (за нарушения социалистической законности) в 1999 году.

## Звания
- старший майор государственной безопасности, 29.11.1935.

## Награды
- орден Красного Знамени, 23.03.1923[6]
- орден Красной Звезды, 19.12.1937[7]
- медаль «XX лет РККА», 22.02.1938.
- знак «Почётный работник ВЧК — ГПУ (V)» № 478;
- знак «Почётный работник ВЧК — ГПУ (XV)» № 66, 20.12.1932

## Интересные факты
- Выступает в качестве одного из персонажей в романе Юлии Яковлевой «Вдруг охотник выбегает» (2017) из серии «Хранить вечно. Криминальное ретро Юлии Яковлевой».